# IC 1803
IC 1803 је галаксија у сазвјежђу Ован која се налази на листи објеката дубоког неба у Индекс каталогу.
Деклинација објекта је + 23° 8' 27" а ректасцензија 2h 29m 17,2s. Привидна величина (магнитуда) објекта IC 1803 износи 15,0 а фотографска магнитуда 16,0.